# Департамент расследований и разведки полиции Израиля
Департамент расследований и разведки полиции Израиля (ивр. אגף החקירות והמודיעין‎) — департамент штаб-квартиры полиции Израиля, ответственный за обнаружение, расшифровку и пресечение уголовных дел в Израиле.
В конце 1950-х было решено создать в крыле лабораторию судебной экспертизы. Для этого был привлечен Меир Каплан, который основал подразделение и много лет руководил им. По сей день лаборатория считается одной из ведущих в мире.
Организационное решение, принятое начальниками полиции в 1998 году привело к созданию Департамента разведки, отдельного от Департамента расследований. 1 мая 2005 года министр внутренней безопасности в сотрудничестве с комиссаром полиции принял решение о воссоединении Департамента расследований и разведки.
Подразделение разведки в этом департаменте является основным органом полиции, отвечающим за сбор разведданных в областях борьбы с терроризмом и преступностью, и является частью израильского разведывательного сообщества.

## Организационная структура
- Подразделение Лахав 433 создано 1 января 2008 г. как элитное подразделение для борьбы с организованной преступностью и коррупцией.
  - Национальное подразделение по расследованию мошенничества
    - Отдел разведки
    - Следственный отдел
    - Целевая группа

  - Национальное подразделение международных расследований
    - Отдел по борьбе с организованной преступностью

  - Национальное бюро экономических расследований (ЯЛК)
    - Следственный отдел А
    - Следственный отдел B
    - Отдел экономических расследований

  - Национальное подразделение по обнаружению краж транспортных средств
    - Следственный отдел
    - Разведывательная партия
    - Оперативное подразделение

  - Отряд 33 — Отряд Гидеона (Меч Гидеона): Национальное Подразделение по сбору разведывательных данных и войне меньшинств
  - Национальное кибер-подразделение
- Отдел разведки
  - отмывание денег
  - Подразделение печатей — Радиоэлектронная разведка
  - Исследовательский отдел
  - Коллекторно-технологический отдел
  - Комплексный отдел оперативной координации
- Следственный отдел
  - Отдел уголовной информации
  - Отдел компьютерных преступлений
- Отделение лаборатории судебной экспертизы (судебно-медицинской экспертизы)